# Robert Stockinger
Robert Stockinger (ur. 19 marca 1988 w Toronto) – polski dziennikarz, prezenter telewizyjny i konferansjer.

## Życiorys

### Rodzina i edukacja
Jest synem aktora Tomasza Stockingera i Jolanty Stockinger, która nie jest związana z branżą medialną, wnukiem aktora Andrzeja Stockingera (1928–1993) i piosenkarki Barbary Barskiej (1926–2024). Urodził się w Toronto, dokąd wyemigrowali jego rodzice we wczesnych latach 80. W 1990 powrócił z rodzicami do Polski, dorastał w Warszawie.
W 2013 uzyskał tytuł magistra na kierunku stosunki międzynarodowe na Wydziale Dziennikarstwa i Nauk Politycznych na Uniwersytecie Warszawskim.

### Kariera zawodowa
W latach 2009–2011 prowadził audycję popołudniową Klimat Popołudnia w Radiu Kampus. W 2011 po odbyciu stażu związał się ze stacją TVN24. W 2013 dołączył do zespołu reporterów magazynu porannego Dzień dobry TVN, w którym prowadził relacje na żywo i realizował autorskie felietony. W lipcu i sierpniu 2023 współprowadził z Anną Senkarą wakacyjne wydania Dzień dobry TVN. Kilkukrotnie zastępował też innych dziennikarzy w roli prowadzącego Dzień dobry TVN.
W styczniu 2024 ogłosił odejście z TVN po trzynastu latach pracy. Kilka dni później poinformował o przejściu do Telewizji Polskiej, dla której od 19 stycznia tego samego roku współprowadzi (z Joanną Górską) program poranny Pytanie na śniadanie w TVP2. W sierpniu 2024 został współprowadzącym (z Martą Manowską) programu rozrywkowego The Voice Senior w TVP2.

### Życie prywatne
Spotykał się z aktorką Aleksandrą Szwed. W 2015 ożenił się z dziennikarką Patrycją Drozd, z którą ma córkę Oliwię i syna Adama.